# Мій друг Сенфуан (фільм)
«Мій друг Сенфуан» (фр. Mon ami Sainfoin) — чорно-біла кінокомедія виробництва Франції з Луї де Фюнесом 1950 року.

## Сюжет
У весільній подорожі в Італію Гійома та Ежені супроводжує їх один Сенфуан, який дратує Ежені своїми жартами. Змінивши його за кермом, Гійом змушений звертатися за допомогою до їх супутниці Іоланди. Ревнива Ежені просить Сенфуана звабити Іоланду. Так дві щасливі пари їдуть в одній машині на тлі італійських пейзажів.

## Актори
- Луї де Фюнес — гід
- Софі Демаре — Ежені де Пюішармуа, дружина Гійома
- П'єр Бланшар — Сенфуан
- Жаклін Порель — Іоланда
- Деніз Грей — мати Ежені
- Альфред Адам — Гійом де Пюішармуа, чоловік Ежені
- Жан Ебеї — кабатчик
- Анрі Чарретт — о. Машен
- Ежен Фруген — селянин
- Альбер Мішель
- Ніколя Амато — лікар